# 龙华镇 (龙门县)
龙华镇，是中华人民共和国广东省惠州市龙门县下辖的一个乡镇级行政单位。

## 行政区划
龙华镇下辖以下地区：
龙华镇社区、沙迳社区、龙石头村、朗背村、龙华村、水坑村、水口村、四围村、西溪村、花竹村、大坪村、石下塘村、西族村、到滩村、香溪村、南窖村、功武村、双东村、长滩村、马嘶村、横槎村、高沙村和龙门县青年林场生活区。

## 中国传统村落
2013年8月，绳武围被评为第二批中国传统村落。